# جون شيلتون لورانس
جون شيلتون لورانس (بالإنجليزية: John Shelton Lawrence)‏ هو كاتب أمريكي، ولد في 1938 في الولايات المتحدة.

## وصلات خارجية
- الموقع الرسمي